# Philippe Manca
Philippe Manca alias Phil Manca est un guitariste et compositeur français dont les réalisations les plus notables restent la collaboration au 1er album de ERA ainsi que la création de la comédie musicale Jack et le haricot magique. Depuis 2019, il entame une carrière solo de blues-heavy rock avec 3 albums à son actif.

## Carrière musicale
Aux côtés de Farid Medjane, Philippe Manca débute au début des années 1980 dans le groupe de hard rock TNT qui participe au tournage d'un des épisodes des Cinq Dernières Minutes,,.
À la suite d'un passage en compagnie de Barbara Schenker dans le groupe de heavy metal Sortilège, rebaptisé The Team, le guitariste/compositeur Eric Levi fait appel à lui pour participer à l'enregistrement de plusieurs musiques de film du réalisateur Jean-Marie Poiré comme les Visiteurs ou les Anges Gardiens. Cette collaboration de plusieurs années aboutira en 1997 à une création plus personnelle avec l'élaboration de l'album ERA, mélange des chœurs arrangés par Guy Protheroe et des mélodies de guitare de Manca.
En 2000, Philippe Manca présente à Paris, au Trianon, un opéra-rock ambitieux baptisé Ypse, composé avec l'auteur Georges Dupuis et produit par le néo-réalisateur Frank Henry.

Parallèlement à l'écriture de chansons pour Renaud Hantson, à nouveau avec Georges Dupuis, il présente en 2003 à l'Olympia une version musicale rock très remaniée du conte pour enfant Jack et le haricot magique.
Après différentes réalisations successives, dont une, mise en scène par Oscar Sisto, Jack et le haricot magique restera à l'affiche pendant plus de 10 ans. 
En 2018, après avoir rendu pendant plus de deux ans un hommage à Gary Moore,  il décide d'écrire son propre répertoire et sort un premier album de blues rock "Signs".  
Celui-ci comprend plusieurs titres originaux mélangés à des reprises revues par le guitariste comme Yer blues des Beatles, Little Girl de John Mayall ou Down Payment Blues d'AC/DC. 

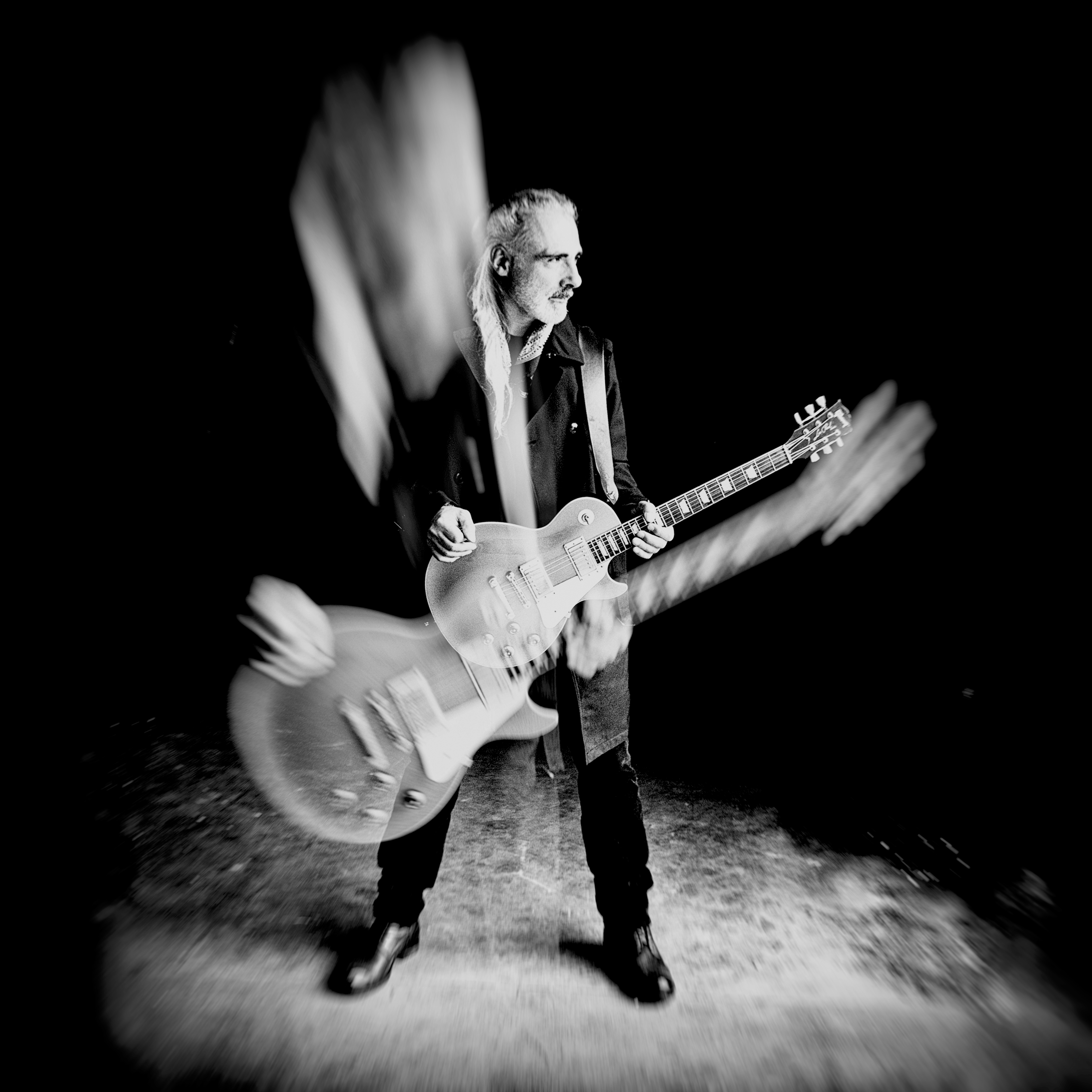
Phil Manca 2020

2021 voit la sortie d'un nouvel album intitulé "Dancing Spirits" et 2023 l'album "Layers of Pain", plus orienté heavymétal qui ne contient que des titres originaux.  

## Discographie
- 1982 : T.N.T Post Mortem compilation de démos ou d'inédits sortie en 2009. Mémoire Neuve.(Guitariste/Compositeur)
- 1993 : B.O film Les Visiteurs. Remark Records. (Guitariste)
- 1994 : B.O film La Vengeance d'une blonde - Single People and Places avec Philip Bailey et Dee Dee Bridgwater. BMG.(Guitariste)
- 1995 : B.O film Les Anges Gardiens. Columbia. (Guitariste)
- 1996 : ERA. Mercury. (Guitares/Mandoline/Programmations)
- 2002 : Renaud Hantson/Renaud Hantson. Universal. (Guitariste/Compositeur)
- 2003 : Jack et le Haricot Magique. Naïve. (Guitares/Mandoline/Compositeur/Arrangeur/Producteur)
- 2009 : Jack et le Haricot Magique (2ème version). FGL/Tremolo Editions Productions. (Guitares/Mandoline/Compositeur/Arrangeur/Producteur)
- 2018 : Phil Manca/Signs.Tremolo Editions Productions/(Guitariste/Compositeur/Arrangeur/Producteur)[13]
- 2021 : Phil Manca/Dancing Spirits. Tremolo Éditions Productions - Dist. Inouie Distribution
- 2023 : Phil Manca/Layers of Pain. Tremolo Prod - Dist. Kuroneko